# Abenteuer der Weltgeschichte
Abenteuer der Weltgeschichte war eine westdeutsche Comic-Reihe, die von 1954 bis 1958 im hannoverschen Walter Lehning Verlag erschien und Ereignisse der Weltgeschichte thematisierte. Die Hefte Nr. 69 bis 84 erschienen unter dem Titel Die spannendsten Abenteuer, Untertitel Interessante Tatsachen aus der Weltgeschichte.

## Geschichte
Die ersten sechs Bände erschienen ab Januar 1954 noch im Frankfurter Regentenverlag, konnten aber später über Lehning nachbestellt werden. Die ersten 20 Bände erschienen zweifarbig, die übrigen einfarbig. Die Titelbilder waren durchgehend mehrfarbig. Das Format der Hefte variierte von einer Breite von 15,5 bis 16,5 cm und einer Höhe von 22,5 bis 24,0 cm. Die Auflage betrug pro Ausgabe rund 38.000 bis 40.000 Exemplare. Die Redaktion oblag Hans Jürgen Linden. Zeichner waren Hansrudi Wäscher (Nrn. 27, 31, 32), Eugen Blumentritt, Erich Dittmann, Lothar Linkert und Herbert Hahn. Der Schwerpunkt lag trotz einiger Ausnahmen wie Technik- und Kulturgeschichte auf der Darstellung militärischer Ereignisse.
Obwohl die Reihe im Oktober 1958 eingestellt wurde, erschienen bis 1968 Ausgaben z. B. in der Abenteuerreihe Ivanhoe als Füllmaterial oder in der Reihe Bunte Welt, die ebenfalls im Lehning-Verlag erschienen.
Von 1996 bis 2003 erschien im Schönauer Norbert Hethke Verlag ein vollständiger Nachdruck.

## Inhalt
Abenteuer der Weltgeschichte war die erste deutsche Comic-Heftreihe, die langfristig auf die Darstellung historischer Themen angelegt war.
Mit der Übernahme der Bildgestaltung durch den Schweden Charlie Bood (1922–2001) veränderte sich die kompositionelle Struktur. Statt kleinformatiger Bildkästen entstanden überdimensionale Bilder mit großen Textblöcken, teilweise auf einer Doppelseite. Dadurch veränderte sich die Erzählstruktur weg vom typischen Comic zu einem illustrierten Text. Die umfangreichen Textblöcke erlaubten allerdings eine größere Informationsdichte, wodurch die Anteilnahme des Lesers an der Handlung verstärkt wurde.
Das transportierte Geschichtsbild entsprach der europäischen Historiographie des frühen 20. Jahrhunderts. Der Schwerpunkt lag auf der Darstellung bedeutender Politiker und Militärs sowie Entdeckern im Rahmen der europäischen Übersee-Expansion:
„In weiten Teilen stellt die Reihe jeoch historische Individuen von Cäsar bis Napoleon vor, die zwar sowohl positiv-vorbildlich als auch negativ oder tragisch gesehen werden können, deren Funktion als Sachwalter der Menschheitsgeschichte nicht in Frage gestellt wird. Dabei rangiert das Personalisierungsprinzip unter Umständen auch höher als das der Authentizität.“
Thematisch wechselten deutsche Geschichtsmythen des ausgehenden 19. Jahrhunderts mit internationalen Stoffen. Die Thematisierung von Zeitgeschichte war ein Tabu.

## Ausgaben

### Abenteuer der Weltgeschichte
1. Ein Mann erobert ein Weltreich. Der kühne Zug des Fernando Cortez in das sagenhafte Land der Azteken
2. Die Verschwörer von Cartagena. Rächer der Unterdrückten
3. Ein Verräter trägt die Krone. Das Geheimnis von Dürnstein
4. Die Geisterreiter. Kadetten gegen Kosaken
5. Flammen über Florenz. Der junge Herzog erobert seine Stadt
6. Piraten der Freiheit. Rettet Euch – die Geusen kommen!
7. Gesprengte Ketten. Spartakus – Rebell gegen Rom
8. Schwert des Nordens. Duell in Kurland
9. Der stählerne Strang. Vom Bau der Pacific-Eisenbahn
10. Trenck der Pandur. Das Gespensterregiment
11. Kaperfahrt gegen Spanien. Francis Drake und die Armada
12. Der Pol ruft. Mit Nansen zum Nordpol
13. Das große Wagnis. Mit Vasco da Gama nach Indien
14. Der Löwe von Karthago. Hannibal von Karthagena nach Carrá
15. Verrat am Thermopylen-Paß. Der Heldenkampf der 300 Spartaner
16. Der Rote Ritter. Männer gegen Faustrecht und Willkür
17. Der Läufer von Marathon. Um Griechenlands Freiheit
18. Der Schatz des Ministers. Duell in Frankreich
19. Alexander der Große. Ein Weltreich zu Füßen
20. Die Türken vor Wien. Eine Stadt verteidigt Europa
21. Stützpunkt Arktis. Männer im ewigen Eis
22. Im Land der Inka. Pizarro gegen Atahualpa
23. Die Abenteuer des Marco Polo. Durch unbekanntes Land
24. Gefahr am Khaiber-Paß. Um Indiens Nord-Grenze
25. Dschingis Khan. Der fahle Steppenwolf
26. Dschingis Kahn. Das flammende Schwert
27. Kampf mit dem Bären. Das Schicksal des Schwedenkönigs Karl
28. Die Eidechsenritter. Von Tannenberg nach Marienburg
29. Temudschin. Der Herr der Nujakis
30. Dschingis Kahn. Die Geißel Asiens
31. Troja in Flammen. Griechen gegen Griechen
32. Andreas Hofer. Ein Leben für Tirol
33. Columbus. Der Entdecker einer neuen Welt
34. Wallenstein. Feldherr und Rebell
35. Nelson. Der Held von Trafalgar
36. Hermann der Cherusker. Sieger über die Römer
37. Afrika lockt. H. M. Stanley, Abenteurer und Forscher
38. Amundsen. Verschollen in Eis und Schnee
39. Aufstand gegen Napoléon. Die Völkerschlacht bei Leipzig
40. Nero. Kaiser und Tyrann
41. Der Freiheit eine Gasse. Nordamerika erkämpft seine Unabhängigkeit
42. Die Trommel ruft. Der große Bauernkrieg
43. Schrecken der Meere. Klaus Störtebeker der große Seeräuber
44. Attila, König der Hunnen. Werkzeug des Teufels
45. Graf Zeppelin. Über Land und Meere
46. Wasserweg durch die Wüste. Der Suezkanal
47. Goldrausch in Kalifornien. J. A. Sutter, vom Millionär zum Bettler
48. Der Löwe von Flandern. Der Freiheitskampf der Flamen
49. Ferdinand Magellan. Der erste Weltumsegler
50. Richard Löwenherz. Kreuz gegen Halbmond
51. Die Hölle von Tsushima. Admiral Togo, Sieger über die russische Flotte
52. Karl der Große. Schöpfer und Herrscher über das Abendland
53. Die Seidenstraße. Das Geheimnis im Pilgerstab
54. Käpt´n Cook. Forscher zwischen Korallenbänken und Eisbergen
55. Wolkenstürmer über dem Atlantik. Pioniere der Luftfahrt
56. Alfred Nobel. Dynamit, Sprengstoff für den Frieden
57. Die Guillotine regiert. Die französische Revolution
58. Durch Steppe und Eis. Vom Bau der transsibirischen Eisenbahn
59. Gaius Julius Caesar. Imperator des römischen Weltreiches
60. Kautschuk.  Vom Gummibaum zum Autoreifen
61. Giganten am Nil. Pharaonen und Pyramiden
62. Simon Bolivar. Südamerika wird frei
63. Wilhelm Bauer. Der Taum vom Unterseeboot
64. Sitting Bull. Der letzte große Indianerhäuptling
65. Maximilian. Kaiser von Mexiko
66. Hölle in China. Der Boxeraufstand
67. Gustav Erikson Wasa. Der schwedische Freiheitsheld
68. Mit Mann und Roß und Wagen. Napoleons Feldzug gegen Russland

### Die spannendsten Abenteuer. Interessante Tatsachen aus der Weltgeschichte
1. Alarich, König der Westgoten. Das Grab am Busento
2. Prinz Eugen. Der edle Ritter
3. Der große Trek. Vom Freiheitskampf der Buren
4. Heinrich der Löwe. Widersacher der Staufer
5. Vom Sturm zerblasen. Krieg zwischen Nord- und Südstaaten in Amerika
6. Leonardo da Vinci. Künstler, Baumeister, Erfinder
7. Marsch der Rothemden. Garibaldi und seine Freiheitshelden
8. Oliver Cromwell. Königsmörder und Diktator
9. Angriff auf den Thron der Götter. Die Bezwingung des Mount Everest
10. Retter Europas. Otto I., Sieger über die Ungarn
11. Katharina die Große. Kaiserin von Rußland
12. Durch Wüstensand und Sonnenglut. Gustav Nachtigals afrikanische Abenteuer
13. Schiff ahoi! Vom Einbaum zum Ozeandampfer
14. Johanna von Orleans. Das Mädchen auf dem Scheiterhaufen
15. Von Morgarten bis Appenzell. Die Schweizer Eidgenossen erkämpfen ihre Freiheit
16. Auf die Barrikaden. Irlands blutige Osterwoche